# Nibelungenschule Worms
Die Nibelungenschule ist ein unter Denkmalschutz stehendes Schulgebäude in der rheinland-pfälzischen Stadt Worms. Der Gebäudekomplex umschließt an zwei Seiten die nach dem Wormser Stadtbaumeister Karl Hofmann benannte Karl-Hofmann-Anlage.

## Geschichte
Die ab seinem Amtsantritt 1885 vom Stadtbaumeister Hofmann erstellten Einzelplanungen wurden 1889 in einem von ihm entwickelten und kommentierten übergeordneten Stadtbauplan anschaulich dargestellt. In diesem wurde unter anderem berichtet, dass die bereits bestehende Neusatz-, ebenso die Karmeliterschule, ihre Kapazitätsgrenzen erreicht hatten und der Neubau einer weiteren Schule notwendig wurde. Aus der von Hofmann geplanten Verortung am Nibelungenring ergab sich der Name des Schulgebäudes.
Die Ursache für den sprunghaft gewachsenen Bedarf an einem neuen Schulgebäude lag an der durch den wirtschaftlichen Aufschwung gestiegenen Bevölkerungszahl, der Anzahl der Kinder pro Familie (zehn und mehr Kinder waren keine Seltenheit), und an der herabgesetzten Klassenstärke von 80 auf etwa 60 Schüler, was Anfang des 20. Jahrhunderts einen nennenswerten pädagogischen Fortschritt darstellte.
Als 1896/1897 der städtische Verwaltungsrat finanzielle Überschüsse verzeichnen konnte, wurden sowohl bereits begonnene, wie auch neue Baumaßnahmen begonnen bzw. fertiggestellt.
Der Neubau nach den von Hofmann erstellten Plänen wurde 1898 vom Rat beschlossen, noch im selben Jahr erfolgten erste Probebohrungen. Diese zeigten, dass ein Fundament aus 34 Betonpfeilern notwendig ist, um auf dem feuchten Untergrund des zugeschütteten Rheinarms Gießen die erforderliche Standsicherheit für das Schulgebäude zu gewährleisten. Nach einer für damalige Verhältnisse kurzen Bauzeit von zwei Jahren wurde die Schule in der Amtszeit des Wormser Oberbürgermeisters Heinrich Köhler am 19. April 1900 fertiggestellt.
Das Schulgebäude bestand zur Zeit seiner Eröffnung aus einem nördlichen Teil, einem als Turnhalle genutzten Torbau und einem südlich gelegenen Hausmeisterwohnhaus (heute die Schulverwaltung).

## Architektonische Merkmale

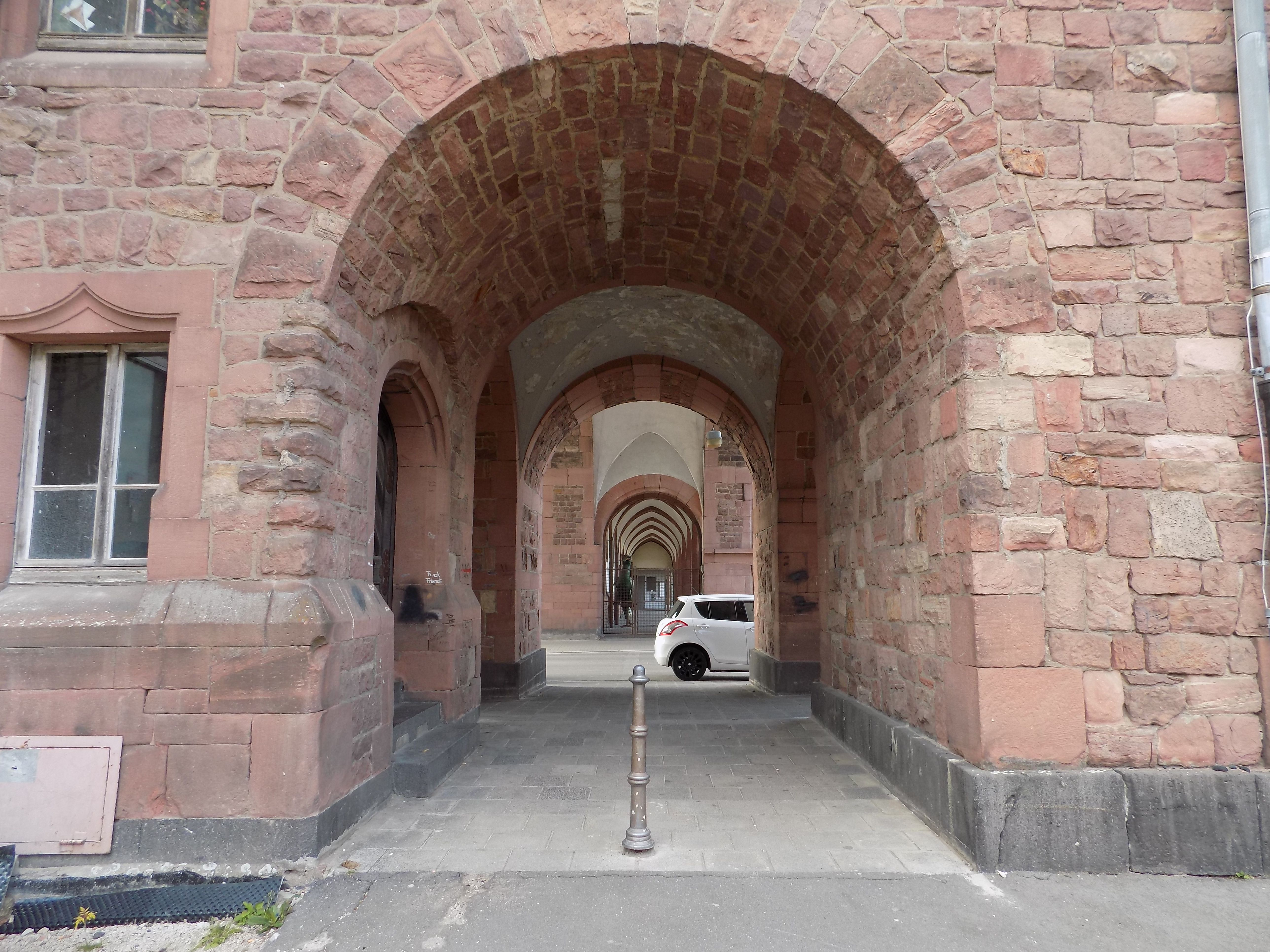
Arkaden

Die bei den Bauherren wegen ihres Raum- und Wärmeverlustes eher ungeliebten historisierenden Arkaden sind typisch für die Bauten im neuromanischen „Nibelungenstil“ Hofmanns, der sie als malerisches Gestaltungselement auf der Ostseite der Nibelungenschule einplante und von den Schülern als Teil des Pausenhofs genutzt wurden.

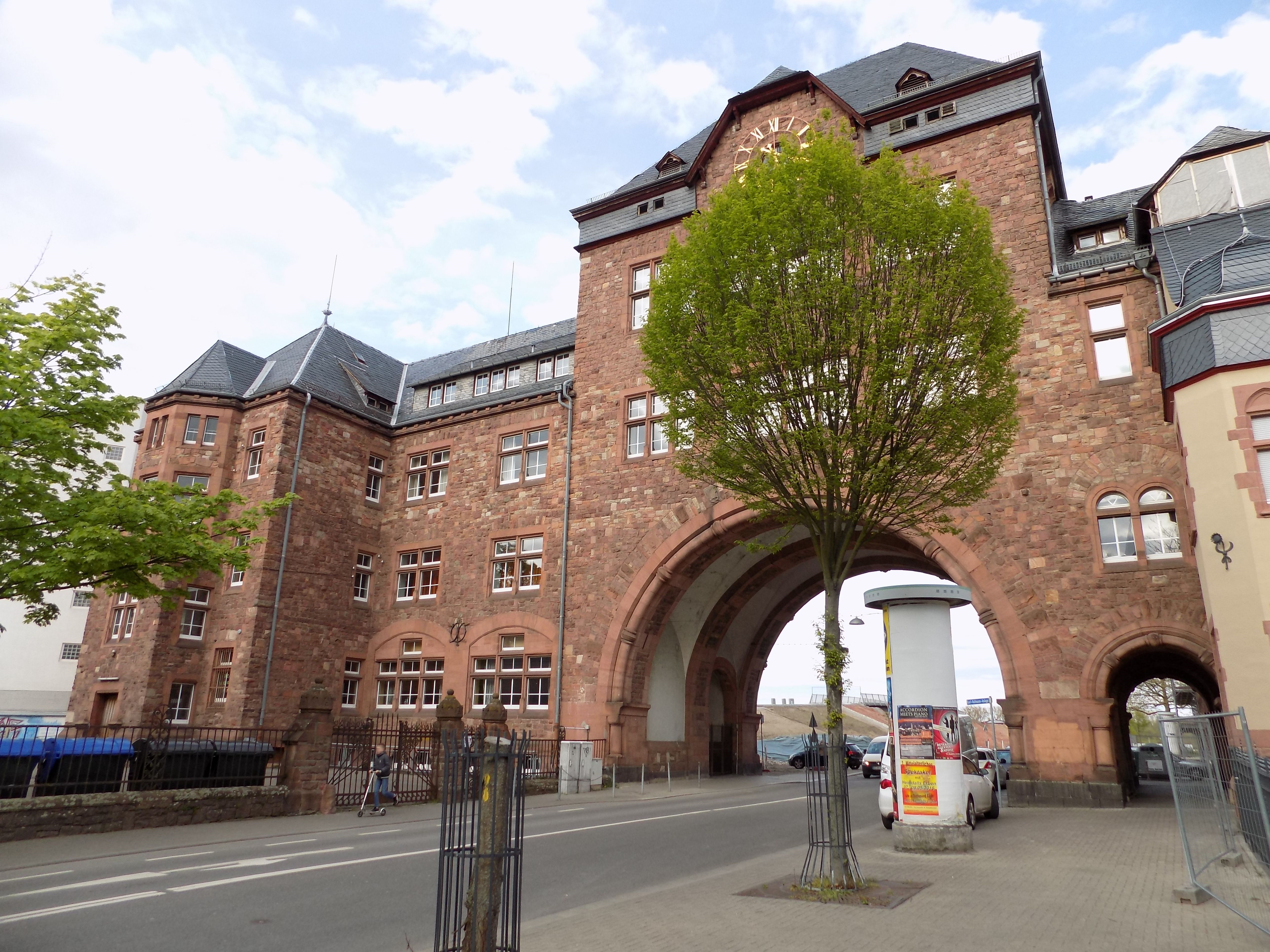
Tordurchfahrt

Die mächtige Tordurchfahrt der Nibelungenschule wurde später vom Architekten Fritz Klingholz in der Front der Empfangshalle des 1904 fertiggestellten Bahnhofsgebäudes nachgeahmt.

## 20. Jahrhundert
1910–1911 erweiterte Hofmanns Nachfolger Georg Metzler die Schule um einen Anbau, der eher dem Darmstädter Jugendstil folgte und nur noch näherungsweise an die Gestaltung des bestehenden Bauteils anknüpfte.
Im Lauf des 20. Jahrhunderts wurde das Schulgebäude immer wieder zu unterschiedlichen Zwecken genutzt. So diente in den Jahren 1949–1957 das nördliche Nebengebäude als Lehrerakademie, die Studenten wohnten in vier Holzhäusern, die auf der Ostseite vor den Arkaden und auf dem Pausenhof standen. Ab 1957 wurde das Nebengebäude von der Hauswirtschaftlichen und gewerblichen Mädchenberufsschule genutzt, die dort verblieb, bis das Bildungszentrum im Wormser Stadtteil Neuhausen fertiggestellt war.
1978 zog die Nibelungen-Grundschule, die sich bis dahin das Hauptgebäude mit der Hauptschule teilen musste, in die Ernst-Ludwig-Schule um. Fortan konnte das gesamte Schulgebäude als Hauptschule genutzt werden.
Erste Renovierungsmaßnahmen wurden in den Jahren 1974–1987 durchgeführt. Die Kosten für die in mehrere Abschnitte untergliederte Instandhaltungsarbeit beliefen sich auf über sieben Millionen DM (umgerechnet heute etwa 7.600.000 Euro). Im Rahmen dieser Arbeiten erhielt die Schule 1980 eine neue Turnhalle und wurde zum Abschluss der Arbeiten 1987 unter Denkmalschutz gestellt.
Der nördliche Teil wird aufgrund der 1911 erfolgten östlichen Erweiterung heute als Nebenbau bezeichnet, der Teil oberhalb der Tordurchfahrt wird heute als Aula genutzt.

## Aktuelle Nutzung
Das Gebäude beherbergt die Nibelungen-Realschule plus, an der im Schuljahr 2023/24 etwa 340 Schüler unterrichtet wurden.
Umfangreiche Instandhaltungsmaßnahmen, die Anfang 2014 begannen, machten den Unterricht für einen Teil der Schüler in Containern erforderlich, die auf dem Pausenhof errichtet wurden.